# Клеопатра IV
Вижте пояснителната страница за други личности с името Клеопатра.
Клеопатра IV Селена (на старогръцки: Κλεοπάτρα, Kleopatra IV, Cleopatra IV, * 140 пр.н.е.; † 112 пр.н.е. в Антиохия) е царица на Древен Египет от династията на Птолемеите. Тя е дъщеря на египетския фараон Птолемей VIII Евергет II и неговата племенница Клеопатра III. Тя е съпруга на Птолемей IX Сотер II и на Антиох IX Кизикен.
Тя е сестра на Птолемей IX Сотер II, Птолемей X Александър I, Трифаена и на Клеопатра Селена I (Клеопатра V).
Клеопатра IV се омъжва за по-големия си брат Птолемей IX Сотер II (упр. 116 – 110 пр.н.е., 109 – 107 пр.н.е. и 88 – 81 пр.н.е.). Тя му ражда дъщеря Клеопатра Береника III (* 120 пр.н.е.; † 80 пр.н.е.; съпруга на чичо си Птолемей X Александър I).
През началото на 115 пр.н.е. майка му Клеопатра III го задължава да се разведе с Клеопатра IV и да се ожени за другата му сестра Клеопатра Селена I.
Клеопатра IV се омъжва след това през 115 пр.н.е. за селевкидския цар Антиох IX Кизикен. Тя му ражда син Антиох X Евсеб.
Клеопатра IV е убита през 112 пр.н.е. в Антиохия по нареждане на сестра ѝ Трифаена, съпруга на селевкидския цар Антиох VIII Грюпос.